# FIPS 10
El FIPS 10, FIPS 10-4 o FIPS PUB 10-4, és una estandardització de noms i codis per les entitats geopolítiques feta per l'administració nord-americana. El nom complet és Federal Information Processing Standards Publication 10-4 (FIPS PUB 10-4) amb el títol de «Països, Dependències, Àrees de Sobirania Especial i les seves divisions administratives principals».
La llista està publicada per l'Institut Nacional d'Estàndards i Tecnologia (National Institute of Standards and Technology, NIST). L'última edició és la quarta (FIPS 10-4) publicada l'abril de 1995. El setembre de 2002 es va anunciar que no s'actualitzaria i que se n'encarregaria el grup de Sistemes d'Informació Geogràfica del Comitè Internacional de Sistemes d'Informació Tecnològica (INCIT/L1).
La llista d'entitats geopolítiques bàsiques té el propòsit de cobrir tot el món sense solapaments ni duplicacions. Les diferents categories d'entitats considerades són:
- Estats independents
- Àrees dependents
- Àrees de quasi independència, territoris no contigus, possessions distants poblades, àrees amb associacions sobiranes especials, àrees no sobiranes.
- Règims polítics no reconeguts pels Estats Units
- Àrees exteriors dels Estats Units

Una entrada típica consta de dos caràcters que són el codi territorial alfabètic de cada entitat bàsica; el nom de l'entitat; el terme que designa les divisions administratives d'aquella entitat; i els noms i codis de quatre caràcters de totes les divisions principals que comprenen l'entitat. Així, per exemple, l'entrada completa d'Andorra és:
AN ANDORRA parish/parroquia AN01 Andorra AN02 Canillo AN03 Encamp AN04 La Massana AN05 Ordino AN06 Sant Julia de Loria [sense accents]
El codi de dos caràcters és similar al codi ISO 3166-1, però amb dues diferències bàsiques: no es limita als estats i territoris reconeguts per les Nacions Unides, i adopta mnemotècnics anglòfons en lloc dels preferits en les llengües pròpies. Així, per exemple, Espanya és SP (Spain) i ES correspon al Salvador.

## Llista de codis FIPS 10
| Estat, dependència, àrea                 | Codi | Notes                                                                   |
| ---------------------------------------- | ---- | ----------------------------------------------------------------------- |
| Afganistan                               | AF   |                                                                         |
| Albània                                  | AL   |                                                                         |
| Alemanya                                 | GM   |                                                                         |
| Algèria                                  | AG   |                                                                         |
| Andorra                                  | AN   |                                                                         |
| Angola                                   | AO   |                                                                         |
| Anguilla                                 | AV   |                                                                         |
| Antàrtida                                | AY   | ISO ho defineix com el territori al sud del paral·lel 60                |
| Antigua i Barbuda                        | AC   |                                                                         |
| Antilles Neerlandeses                    | NT   |                                                                         |
| Aràbia Saudita                           | SA   |                                                                         |
| Argentina                                | AR   |                                                                         |
| Armènia                                  | AM   |                                                                         |
| Aruba                                    | AA   |                                                                         |
| Illes Ashmore i Cartier                  | AT   | ISO ho inclou a Austràlia                                               |
| Austràlia                                | AS   | ISO inclou les illes Ashmore i Cartier i les illes del Mar de Corall    |
| Terres Australs i Antàrtiques Franceses  | FS   | No inclou la part de l'Antàrtida reclamada per França                   |
| Àustria                                  | AU   |                                                                         |
| Azerbaidjan                              | AJ   |                                                                         |
| Bahames                                  | BF   |                                                                         |
| Bahrain                                  | BA   |                                                                         |
| Illa Baker                               | FQ   | ISO ho inclou a les illes d'Ultramar Menors dels EUA                    |
| Bangladesh                               | BG   |                                                                         |
| Barbados                                 | BB   |                                                                         |
| Bassas da India                          | BS   | Administrat per Terres Australs i Antàrtiques Franceses, sense codi ISO |
| Bèlgica                                  | BE   |                                                                         |
| Belize                                   | BH   |                                                                         |
| Benín                                    | BN   |                                                                         |
| Bermudes                                 | BD   |                                                                         |
| Bhutan                                   | BT   |                                                                         |
| Belarús                                  | BO   |                                                                         |
| Bolívia                                  | BL   |                                                                         |
| Bòsnia i Hercegovina                     | BK   |                                                                         |
| Botswana                                 | BC   |                                                                         |
| Bouvet                                   | BV   |                                                                         |
| Brasil                                   | BR   |                                                                         |
| Territori Britànic de l'Oceà Índic       | IO   |                                                                         |
| Brunei                                   | BX   |                                                                         |
| Bulgària                                 | BU   |                                                                         |
| Burkina Faso                             | UV   |                                                                         |
| Burundi                                  | BY   |                                                                         |
| Illes Caiman                             | CJ   |                                                                         |
| Cambodja                                 | CB   |                                                                         |
| Camerun                                  | CM   |                                                                         |
| Canadà                                   | CA   |                                                                         |
| Cap Verd                                 | CV   |                                                                         |
| República Centreafricana                 | CT   |                                                                         |
| Illa Christmas                           | KT   |                                                                         |
| Cisjordània                              | WE   | Identificat per ISO com Territoris Palestins Ocupats                    |
| Illa Clipperton                          | IP   | ISO ho inclou a la Polinèsia Francesa                                   |
| Illes Cocos                              | CK   |                                                                         |
| Colòmbia                                 | CO   |                                                                         |
| Comores                                  | CN   |                                                                         |
| República del Congo                      | CF   |                                                                         |
| República Democràtica del Congo          | CG   |                                                                         |
| Illes Cook                               | CW   |                                                                         |
| Corea del Nord                           | KN   |                                                                         |
| Corea del Sud                            | KS   |                                                                         |
| Costa d'Ivori                            | IV   |                                                                         |
| Costa Rica                               | CS   |                                                                         |
| Croàcia                                  | HR   |                                                                         |
| Cuba                                     | CU   |                                                                         |
| Dinamarca                                | DA   |                                                                         |
| Djibouti                                 | DJ   |                                                                         |
| Dominica                                 | DO   |                                                                         |
| República Dominicana                     | DR   |                                                                         |
| Egipte                                   | EG   |                                                                         |
| Emirats Àrabs Units                      | AE   |                                                                         |
| Equador                                  | EC   |                                                                         |
| Eritrea                                  | ER   |                                                                         |
| Eslovàquia                               | LO   |                                                                         |
| Eslovènia                                | SI   |                                                                         |
| Espanya                                  | SP   |                                                                         |
| Estats Units d'Amèrica                   | US   |                                                                         |
| Estònia                                  | EN   |                                                                         |
| Etiòpia                                  | ET   |                                                                         |
| Illa Europa                              | EU   | Administrat per Terres Australs i Antàrtiques Franceses, sense codi ISO |
| Illes Fèroe                              | FO   |                                                                         |
| Fiji                                     | FJ   |                                                                         |
| Filipines                                | RP   |                                                                         |
| Finlàndia                                | FI   |                                                                         |
| França                                   | FR   |                                                                         |
| Gabon                                    | GB   |                                                                         |
| Gàmbia                                   | GA   |                                                                         |
| Franja de Gaza                           | GZ   | Identificat per ISO com Territoris Palestins Ocupats                    |
| Geòrgia                                  | GG   |                                                                         |
| Illes Geòrgia del Sud i Sandwich del Sud | SX   |                                                                         |
| Ghana                                    | GH   |                                                                         |
| Gibraltar                                | GI   |                                                                         |
| Illes Glorioses                          | GO   | Administrat per Terres Australs i Antàrtiques Franceses, sense codi ISO |
| Grècia                                   | GR   |                                                                         |
| Grenada                                  | GJ   |                                                                         |
| Groenlàndia                              | GL   |                                                                         |
| Guadalupe                                | GP   |                                                                         |
| Guaiana Francesa                         | FG   |                                                                         |
| Guam                                     | GQ   |                                                                         |
| Guatemala                                | GT   |                                                                         |
| Guernsey                                 | GK   |                                                                         |
| República de Guinea                      | GV   |                                                                         |
| Guinea Equatorial                        | EK   |                                                                         |
| Guinea Bissau                            | PU   |                                                                         |
| Guyana                                   | GY   |                                                                         |
| Haití                                    | HA   |                                                                         |
| Illes Heard i McDonald                   | HM   |                                                                         |
| Hondures                                 | HO   |                                                                         |
| Hongria                                  | HU   |                                                                         |
| Hong Kong                                | HK   |                                                                         |
| Illa Howland                             | HQ   | ISO ho inclou a les illes d'Ultramar Menors dels EUA                    |
| Iemen                                    | YM   |                                                                         |
| Índia                                    | IN   |                                                                         |
| Indonèsia                                | ID   |                                                                         |
| Iran                                     | IR   |                                                                         |
| Iraq                                     | IZ   |                                                                         |
| República d'Irlanda                      | EI   |                                                                         |
| Islàndia                                 | IC   |                                                                         |
| Israel                                   | IS   |                                                                         |
| Itàlia                                   | IT   |                                                                         |
| Jamaica                                  | JM   |                                                                         |
| Jan Mayen                                | JN   | ISO ho inclou a Svalbard                                                |
| Japó                                     | JA   |                                                                         |
| Illa Jarvis                              | DQ   | ISO ho inclou a les illes d'Ultramar Menors dels EUA                    |
| Jersey                                   | JE   |                                                                         |
| Atol Johnston                            | JQ   | ISO ho inclou a les illes d'Ultramar Menors dels EUA                    |
| Jordània                                 | JO   |                                                                         |
| Illa Juan de Nova                        | JU   | Administrat per Terres Australs i Antàrtiques Franceses, sense codi ISO |
| Kazakhstan                               | KZ   |                                                                         |
| Kenya                                    | KE   |                                                                         |
| Escull Kingman                           | KQ   | ISO ho inclou a les illes d'Ultramar Menors dels EUA                    |
| Kirguizstan                              | KG   |                                                                         |
| Kiribati                                 | KR   |                                                                         |
| Kosovo                                   | KV   | Sense codi ISO assignat                                                 |
| Kuwait                                   | KU   |                                                                         |
| Laos                                     | LA   |                                                                         |
| Lesotho                                  | LT   |                                                                         |
| Letònia                                  | LG   |                                                                         |
| Líban                                    | LE   |                                                                         |
| Libèria                                  | LI   |                                                                         |
| Líbia                                    | LY   |                                                                         |
| Liechtenstein                            | LS   |                                                                         |
| Lituània                                 | LH   |                                                                         |
| Luxemburg                                | LU   |                                                                         |
| Macau                                    | MC   |                                                                         |
| Macedònia del Nord                       | MK   |                                                                         |
| Madagascar                               | MA   |                                                                         |
| Malawi                                   | MI   |                                                                         |
| Malàisia                                 | MY   |                                                                         |
| Maldives                                 | MV   |                                                                         |
| Illes Malvines                           | FK   |                                                                         |
| Mali                                     | ML   |                                                                         |
| República de Malta                       | MT   |                                                                         |
| Illa de Man                              | IM   |                                                                         |
| Illes del Mar del Corall                 | CR   | ISO ho inclou a Austràlia                                               |
| Illes Mariannes Septentrionals           | CQ   |                                                                         |
| Marroc                                   | MO   |                                                                         |
| Illes Marshall                           | RM   |                                                                         |
| Martinica                                | MB   |                                                                         |
| Maurici                                  | MP   |                                                                         |
| Mauritània                               | MR   |                                                                         |
| Mayotte                                  | MF   |                                                                         |
| Mèxic                                    | MX   |                                                                         |
| Estats Federats de Micronèsia            | FM   |                                                                         |
| Atol Midway                              | MQ   | ISO ho inclou a les illes d'Ultramar Menors dels EUA                    |
| Moçambic                                 | MZ   |                                                                         |
| República de Moldàvia                    | MD   |                                                                         |
| Mònaco                                   | MN   |                                                                         |
| Mongòlia                                 | MG   |                                                                         |
| Montenegro                               | MJ   |                                                                         |
| Illa de Montserrat                       | MH   |                                                                         |
| Myanmar                                  | BM   | Amb el nom Burma (Birmània)                                             |
| Namíbia                                  | WA   |                                                                         |
| Nauru                                    | NR   |                                                                         |
| Illa Navassa                             | BQ   | ISO ho inclou a les illes d'Ultramar Menors dels EUA                    |
| Nepal                                    | NP   |                                                                         |
| Nicaragua                                | NU   |                                                                         |
| Níger                                    | NG   |                                                                         |
| Nigèria                                  | NI   |                                                                         |
| Niue                                     | NE   |                                                                         |
| Illa Norfolk                             | NF   |                                                                         |
| Noruega                                  | NO   |                                                                         |
| Nova Caledònia                           | NC   |                                                                         |
| Nova Zelanda                             | NZ   |                                                                         |
| Oman                                     | MU   |                                                                         |
| Països Baixos                            | NL   |                                                                         |
| Pakistan                                 | PK   |                                                                         |
| República de Palau                       | PS   |                                                                         |
| Atol Palmyra                             | LQ   | ISO ho inclou a les illes d'Ultramar Menors dels EUA                    |
| Panamà                                   | PM   |                                                                         |
| Papua Nova Guinea                        | PP   |                                                                         |
| Illes Paracel                            | PF   | Sense codi ISO                                                          |
| Paraguai                                 | PA   |                                                                         |
| Perú                                     | PE   |                                                                         |
| Illes Pitcairn                           | PC   |                                                                         |
| Polinèsia Francesa                       | FP   | ISO inclou l'illa Clipperton                                            |
| Polònia                                  | PL   |                                                                         |
| Portugal                                 | PO   |                                                                         |
| Puerto Rico                              | RQ   |                                                                         |
| Qatar                                    | QA   |                                                                         |
| Regne Unit                               | UK   |                                                                         |
| Illa de la Reunió                        | RE   |                                                                         |
| Romania                                  | RO   |                                                                         |
| Rússia                                   | RS   |                                                                         |
| Ruanda                                   | RW   |                                                                         |
| Sàhara Occidental                        | WI   |                                                                         |
| Saint-Barthélemy (Antilles)              | TB   |                                                                         |
| Saint Kitts i Nevis                      | SC   |                                                                         |
| Saint Lucia                              | ST   |                                                                         |
| Saint-Martin                             | RN   |                                                                         |
| Saint-Pierre i Miquelon                  | SB   |                                                                         |
| Saint Vincent i les Grenadines           | VC   |                                                                         |
| Salomó                                   | BP   |                                                                         |
| El Salvador                              | ES   |                                                                         |
| Samoa                                    | WS   |                                                                         |
| Samoa Nord-americana                     | AQ   |                                                                         |
| San Marino                               | SM   |                                                                         |
| Santa Helena                             | SH   |                                                                         |
| São Tomé i Príncipe                      | TP   |                                                                         |
| Senegal                                  | SG   |                                                                         |
| Sèrbia                                   | RI   |                                                                         |
| Seychelles                               | SE   |                                                                         |
| Sierra Leone                             | SL   |                                                                         |
| Singapur                                 | SN   |                                                                         |
| República Àrab Siriana                   | SY   |                                                                         |
| Somàlia                                  | SO   |                                                                         |
| Illes Spratly                            | PG   | Sense codi ISO                                                          |
| Sri Lanka                                | CE   |                                                                         |
| Sud-àfrica                               | SF   |                                                                         |
| Sudan                                    | SU   |                                                                         |
| Suècia                                   | SW   |                                                                         |
| Suïssa                                   | SZ   |                                                                         |
| Surinam                                  | NS   |                                                                         |
| Svalbard                                 | SV   | ISO inclou Jan Mayen                                                    |
| Swazilàndia                              | WZ   |                                                                         |
| Tadjikistan                              | TI   |                                                                         |
| Tailàndia                                | TH   |                                                                         |
| Tanzània                                 | TZ   |                                                                         |
| Timor Oriental                           | TT   |                                                                         |
| Togo                                     | TO   |                                                                         |
| Tokelau                                  | TL   |                                                                         |
| Tonga                                    | TN   |                                                                         |
| Trinitat i Tobago                        | TD   |                                                                         |
| Illa de Tromelin                         | TE   | Administrat per Terres Australs i Antàrtiques Franceses, sense codi ISO |
| Tunísia                                  | TS   |                                                                         |
| Turkmenistan                             | TX   |                                                                         |
| Illes Turks i Caicos                     | TK   |                                                                         |
| Turquia                                  | TU   |                                                                         |
| Tuvalu                                   | TV   |                                                                         |
| Txad                                     | CD   |                                                                         |
| República Txeca                          | EZ   |                                                                         |
| Ucraïna                                  | UP   |                                                                         |
| Uganda                                   | UG   |                                                                         |
| Uruguai                                  | UY   |                                                                         |
| Uzbekistan                               | UZ   |                                                                         |
| Vanuatu                                  | NH   |                                                                         |
| Ciutat del Vaticà                        | VT   |                                                                         |
| Veneçuela                                | VE   |                                                                         |
| Illes Verges Britàniques                 | VI   |                                                                         |
| Illes Verges Nord-americanes             | VQ   |                                                                         |
| Vietnam                                  | VM   |                                                                         |
| Illes Wake                               | WQ   | ISO ho inclou a les illes d'Ultramar Menors dels EUA                    |
| Wallis i Futuna                          | WF   |                                                                         |
| Xile                                     | CI   |                                                                         |
| República de la Xina                     | TW   | Amb el nom Taiwan                                                       |
| República Popular de la Xina             | CH   |                                                                         |
| Xipre                                    | CY   |                                                                         |
| Zàmbia                                   | ZA   |                                                                         |
| Zimbabwe                                 | ZI   |                                                                         |